# Pragmatiques iraniens
 (décembre 2023).
Les pragmatiques iraniens sont une faction politique iranienne composée de religieux modérés et d’élites marchandes qui voient la République islamique comme un moyen de conserver le pouvoir La faction pragmatique est réceptive à l’idée de négocier avec l'Occident et nombreux sont ceux qui préféreraient une économie de marché socialiste plutôt que des marchés fermés.

## Pragmatiques notables
- Hachemi Rafsandjani
- Hassan Khomeini
- Hassan Rohani